# Geyeria uruguayana
Geyeria uruguayana is een vlinder uit de familie Castniidae. De wetenschappelijke naam van de soort is voor het eerst geldig gepubliceerd in 1880 door Hermann Burmeister.
De soort komt voor in het Neotropisch gebied in Argentinië en Uruguay.

## Andere combinaties
- Castnia uruguayana Burmeister, 1879
- Geyeria uruguayana (Burmeister, 1879)

## Synoniemen
- Castnia uruguayana ochreifascia Joicey & Talbot, 1925